# Gerald Whitham
Gerald Beresford Whitham (13 de diciembre de 1927 – 26 de enero de 2014) fue un matemático aplicado británico naturalizado estadounidense y profesor Charles Lee Powell de matemáticas aplicadas y computacionales en el Instituto de Tecnología de California. Recibió su doctorado en la Universidad de Mánchester en 1953 bajo la dirección de Sir James Lighthill. En el ámbito académico, Whitham es conocido por sus aportes en mecánica de fluidos y teoría de ondas.

## Ámbito Académico
Whitham nació en Halifax (Yorkshire del Oeste) el 13 de diciembre de 1927 y recibió un doctorado de la Universidad de Mánchester en 1953. Posteriormente, fue miembro de facultad del departamento de matemáticas en el Instituto Tecnológico de Massachusetts entre los años 1959 y 1962. Luego de dejar el MIT, su carrera continuó en el Instituto de Tecnología de California, Pasadena, California donde tuvo protagonismo en la instauración del programa en matemáticas aplicadas en 1962.

## Premios y honores
Whitham fue miembro de la Academia Estadounidense de las Artes y las Ciencias desde 1959. En 1965, Whitham fue elegido miembro de la Royal Society. También, recibió el premio Norbert Wiener en matemática aplicada en 1980, concedido en conjunto por la sociedad de matemáticas industriales y aplicadas (SIAM) y la Sociedad Estadounidense de Matemática (AMS). Este premio fue por sus destacadas contribuciones a la matemática aplicada el en sentido más amplio. Además, Whitham fue condecorado «por su amplia contribución al entendimiento de fenómenos fluido-dinámicos y por las innovadoras contribuciones a la metodología por la cual ese entendimiento puede ser logrado».

## Libros
- 1974, G. B. Whitham, Linear and Nonlinear Waves (en inglés), John Wiley & Sons.